# Интерактивна система за гласови отговори
Интерактивната система за гласови отговори (на английски: interactive voice response), съкратено ИСГО (IVR), e технология, която позволява на компютър да взаимодейства с хора чрез използване на глас и набиране с тонален сигнал от клавиатурата на телефона.
В телекомуникациите ИСГО позволява на клиентите да взаимодействат с базата данни на дадена компания чрез клавиатурата на телефон или чрез гласово разпознаване, след което те могат да правят търсения следвайки ИСГО диалогът. ИСГО системите могат да отговарят с предварителни гласови записвания или динамично генерирано аудио, за да насочват по-нататък потребителите към процедирането на тяхното запитване. ИСГО приложенията могат да бъдат използвани, за да контролират почти всяка функция, при която интерфейсът може да бъде сведен до серия от прости взаимодействия. ИСГО системите прилагани в мрежа са проектирани така, че да могат да поемат голямо количество от обаждания.